# Universidad Internacional de Florida

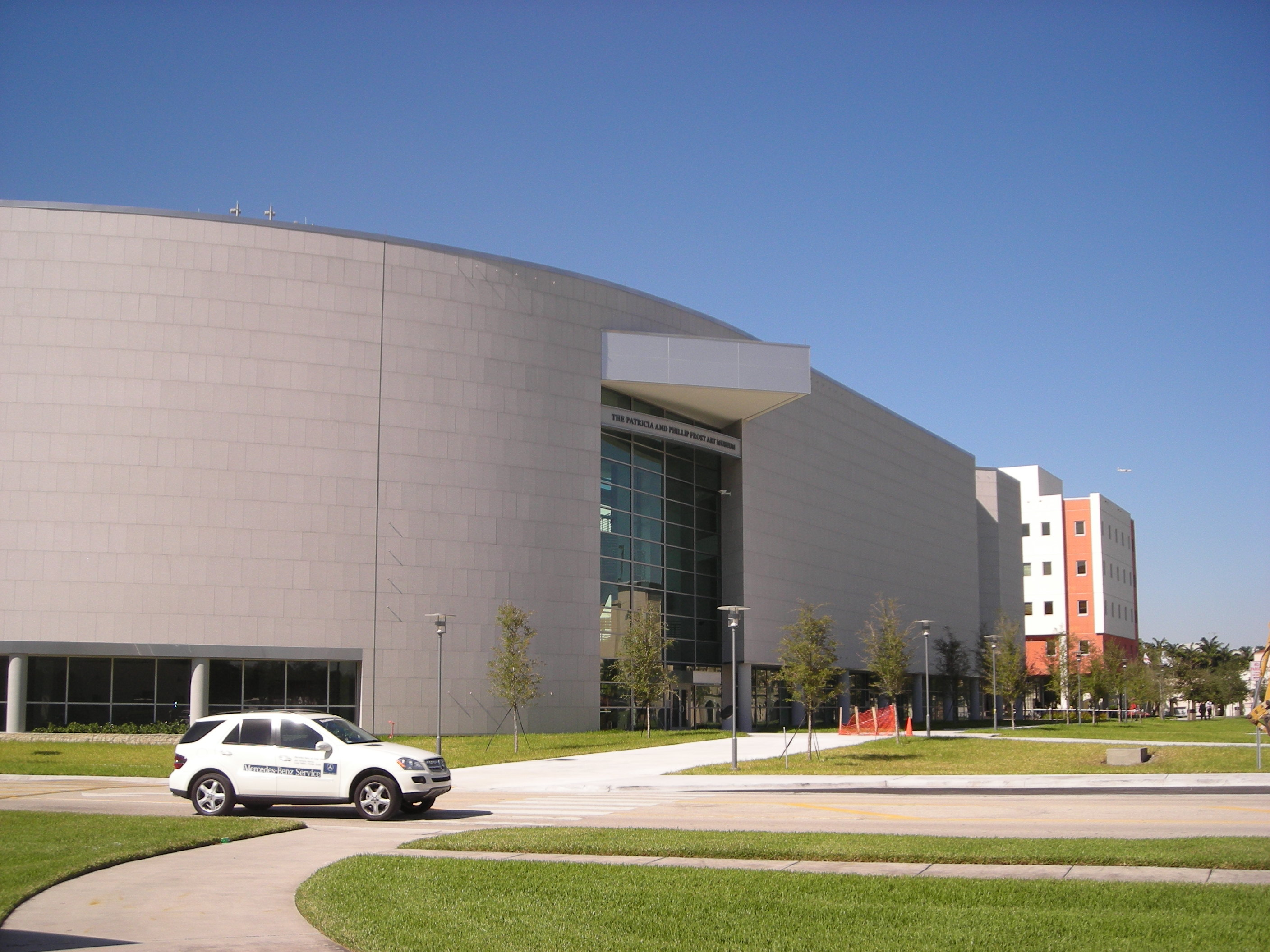
Frost Art Museum en FIU.

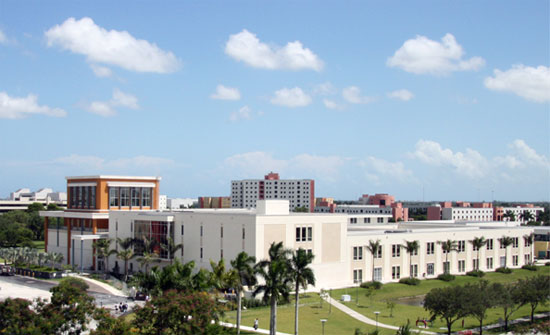
Facultad de Derecho de la universidad.

La Universidad Internacional de Florida o FIU (Florida International University en idioma inglés) es una universidad pública localizada en University Park, Condado de Miami-Dade, Florida, en los Estados Unidos y que sirve a la ciudad de Miami. Pertenece al sistema universitario estatal de Florida.

## Historia
En 1997 recibió la donación del filántropo Mitchell Wolfson Jr. de su colección para el museo Wolfsonian-FIU y en 2008 se inauguró el Museo Frost de artes visuales en su sede central con énfasis en arte latinoamericano.
El 25 de enero de 2015 en el arena deportiva de la universidad se llevó a cabo la final de la 63 edición del concurso de belleza de Miss Universo 2014. 
El 15 de marzo de 2018 un puente cercano a la Universidad se derrumbó encima de una autopista cercana, sepultando varios vehículos, y dejando entre 6 y 10 muertos.

## Campus
Tiene dos campus: el principal, denominado Modesto A. Maidique Campus, en University Park, y el Biscayne Bay Campus, en North Miami.

## Facultades
Tiene facultades de arquitectura, ingeniería, administración de empresas, ley y finanzas entre sus más destacadas. 

## Estudiantes
FIU es la universidad más grande del sur de la Florida, la segunda más grande en la Florida, y la séptima más grande en todo los Estados Unidos. FIU tiene más de 52.000 alumnos, 3300 profesores y más de 180.000 egresados. 
FIU atrae muchos estudiantes internacionales principalmente de la China, la India, Venezuela, Colombia, República Dominicana y Trinidad y Tobago.

## Deportes
FIU compite en la Conference USA de la División I de la NCAA.